# جان دی. کرونیز
جان دی. کرونیز (انگلیسی: John D. Cronise) خواننده، و خواننده-ترانه‌پرداز اهل ایالات متحده آمریکا است. وی از سال ۱۹۹۹ میلادی تاکنون مشغول فعالیت بوده است.